# Tetrapisispora iriomotensis
Tetrapisispora iriomotensis är en svampart som beskrevs av Ueda-Nishim. & Mikata 1999. Tetrapisispora iriomotensis ingår i släktet Tetrapisispora och familjen Saccharomycetaceae.   Inga underarter finns listade i Catalogue of Life.